# T.J. Miller
Todd Joseph "T.J." Miller (født 4. juni 1981 i Denver) er en amerikansk skuespiller og komiker. Han er mest kendt for sin rolle i sitcom-serien Silicon Valley og som Weasel i filmen Deadpool.

## Filmografi
- Big Hero 6 (2014) - Fred
- Deadpool (2016) - Weasel
- The Emoji Movie (2017) - Gene
- Ready Player One (2018) - iR0k
- Deadpool 2 (2018) - Weasel